# Engenheiro Schmitt
Engenheiro Schmitt é um distrito do município brasileiro de São José do Rio Preto, sede da Região Metropolitana de São José do Rio Preto, no interior do estado de São Paulo. É conhecido nacionalmente como a capital dos doces artesanais. 

## História

### Origem
A história de Engenheiro Schmitt está inteiramente ligada à história de São José do Rio Preto. Foi uma antiga parada de tropeiros, conhecida como "Parada do Ipezal".
Seus primeiros habitantes chegaram por volta de 1885 e o local servia como ponto de referência e passagem para imigrantes, mascates e viajantes que seguiam em direção aos sertões dos estados do Mato Grosso, Triângulo Mineiro e Paraná.
Posteriormente, a área foi ocupada por fazendeiros e sitiantes que mantinham roças de subsistência, uma agricultura comercial em bases rudimentares de cana-de-açúcar, com a utilização de engenhos para industrialização do produto e a instalação de olarias para o fornecimento de tijolos e telhas.
Como ocorreu em toda a região, o café foi plantado com sucesso e o pequeno povoado se desenvolveu com safras generosas. Na primeira década do século XX, começou a se formar como bairro rural, um povoado, distante a 12 quilômetros da sede municipal, com a qual se ligava por uma estrada.
O município de São José do Rio Preto, então chamado Rio Preto, atraiu a via férrea. A Estrada de Ferro Araraquara, que em 1910 chegou a Catanduva, demorou dois anos para concluir o trecho até o município. Estações de embarque foram construídas a pequenas distâncias: Ignácio Uchoa, Cedral, Engenheiro Schmitt, precedem a estação de São José do Rio Preto.
Todos esses postos atraíram a atenção de pioneiros. Nos acampamentos e canteiros de obras da ferrovia, os operários necessitavam da presença de fornecedores de produtos indispensáveis à subsistência, que gradativamente se instalaram em caráter permanente ao redor da "estação".
As terras férteis e a facilidade de escoamento da produção incentivaram o avanço do crescimento populacional. O povoado começou a se formar por volta de 1910, com a construção da primeira casa do italiano Nicola Storti, a fixação dos trilhos e a construção da estação de trem.

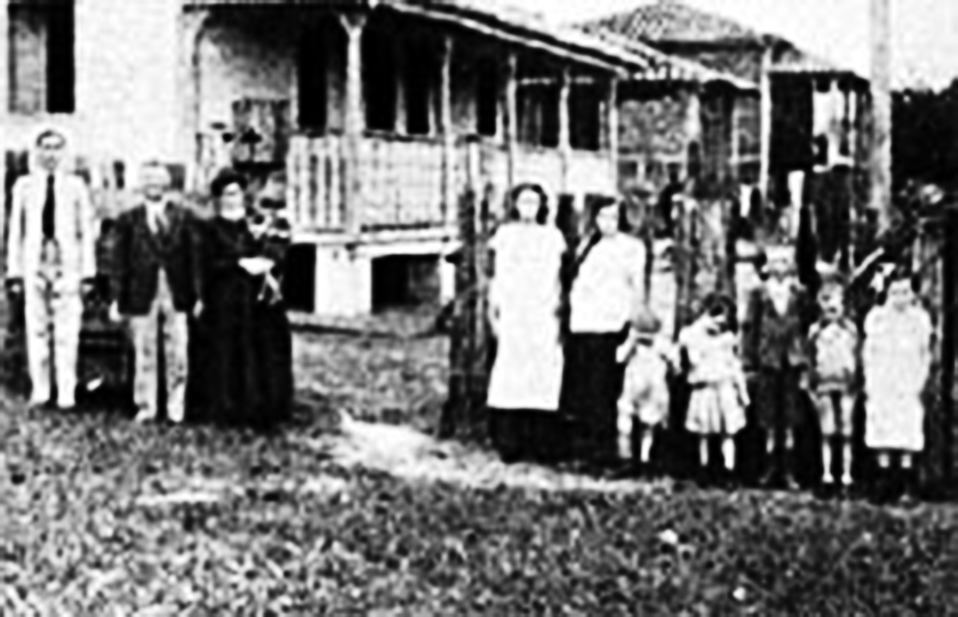
Sede da fazenda de Ballarotti em Engenheiro Schmitt.

Dentre as várias famílias que se dedicaram às atividades agrícolas na região, pode-se destacar as de Egydio e Tarquinio Ballarotti, Angello Bignardi e Fernando Semedo, que se uniram para construir uma pequena capela dedicada à Santa Apolônia, por volta de 1913, num terreno de 22 metros de frente por 44 metros de fundo, adquirido de Eleutério por Semedo, como consta na escritura lavrada no 1º Tabelião de Notas da Comarca de São José do Rio Preto, transcrita no livro de notas nº 40 da página 5 a 6 verso.

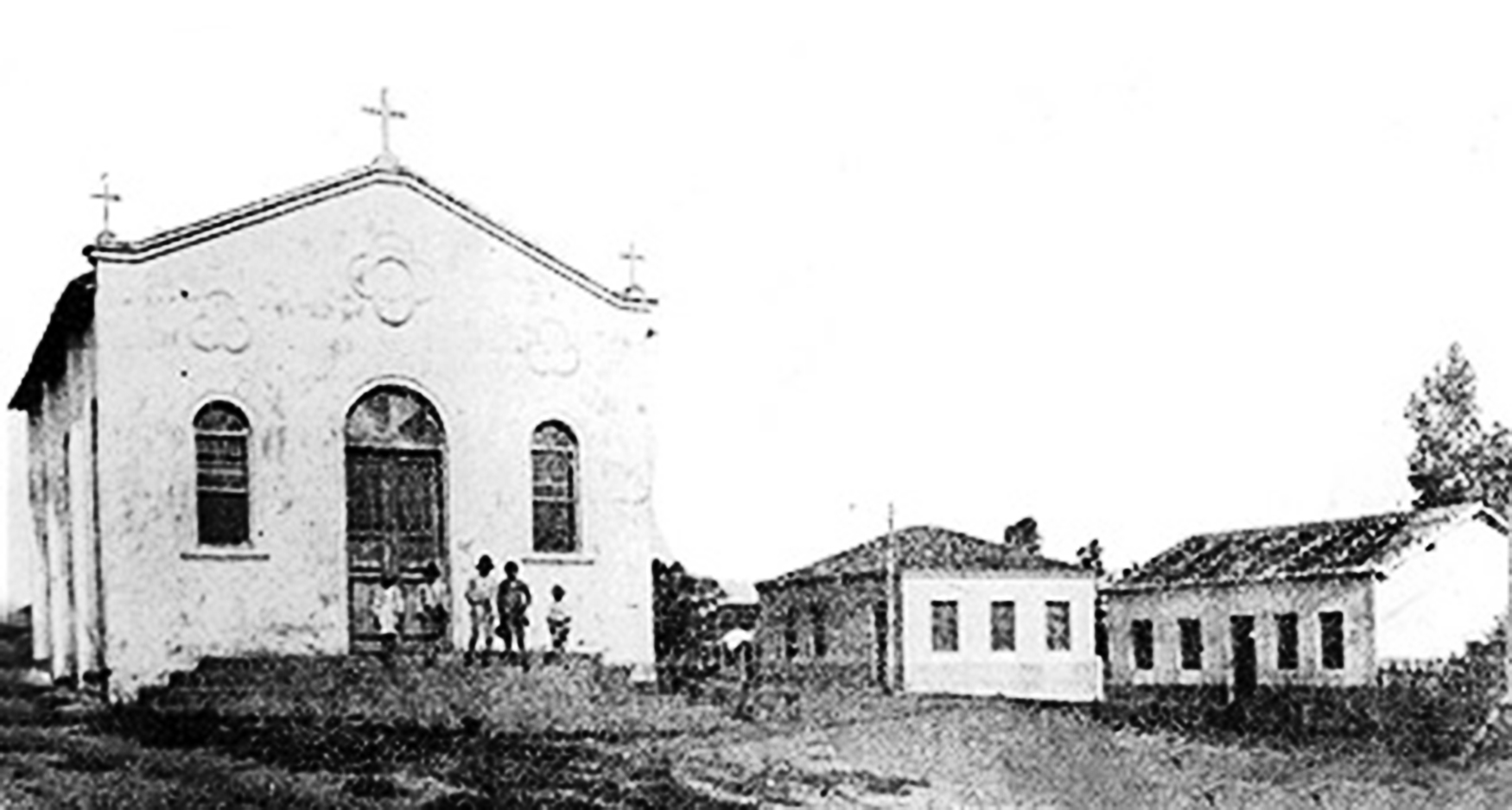
Antiga Paróquia Santa Apolônia.

O vilarejo cresceu com novos moradores. No dia 2 de setembro de 1918, a capela por determinação do arcebispo de São Carlos, Dom José Marcondes Homem de Melo, passou a ser atendida pelo curato de São José do Rio Preto, que neste período foi administrado pelos sacerdotes jesuítas: padre José Coelho da Rocha, vigário paroquial, padre Eduardo Maria de Almeida, padre José de Castro, padre Bernardino Araújo e padre João Bento Justino, coadjutores.
Em 20 de abril de 1922 é criado o Grupo Escolar de Engenheiro Schmitt, atual Escola Estadual Padre Clemente Marton Segura, sob a direção de Clóvis de Lima Paiva.
Em 17 de dezembro de 1923, Egydio Ballarotti, sua esposa Corina Sanfelice e Tarquinio Ballarotti e esposa passaram escritura pública doando uma área de 54 metros por 74 metros, na povoação de Engenheiro Schmitt, destinado à expansão da capela dedicada a Santa Apolônia já edificada, como se lê na escritura de doação, no 2º Tabelionato de Notas da Comarca de São José do Rio Preto, livro de notas nº 84 na folha 34.

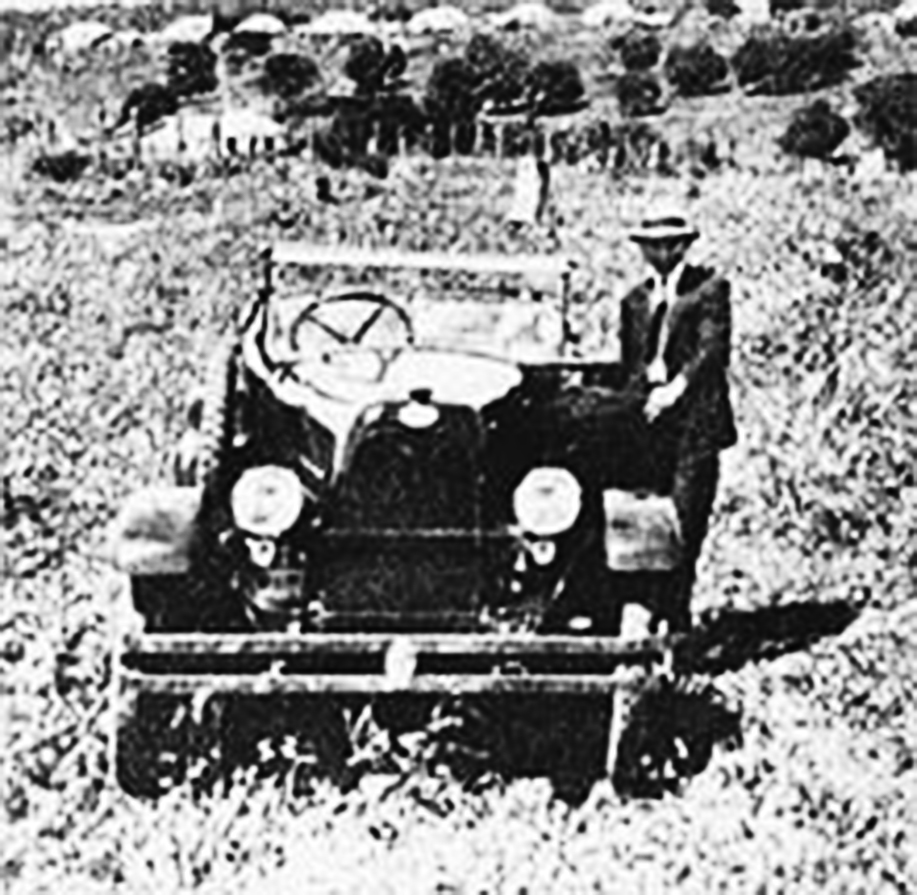
Tarquinio Ballarotti, um dos doadores das terras destinadas à expansão da capela.

Cônego Doutor Arthur Augusto Teixeira Barbosa da Guerra Leal, representando o bispo de São Carlos assinou a escritura, pois desde abril de 1923, atendia aos moradores do povoado, juntamente com seu coadjutor, padre Álvaro Pereira Pinto.
O Decreto Estadual nº 2.214 de 28 de novembro de 1927, assinado por Júlio Prestes, criou "o distrito de paz de Engenheiro Schmitt com sede na povoação de igual nome, do município e comarca de Rio Preto".
Suas divisas vão do córrego "Boa Esperança" até a barra do córrego "D. Avelina"; rumo do ponto de intercessão das divisas dos distritos: Rio Preto, Potirendaba e Cedral; pelas divisas do distrito de Cedral até o ponto terminal do mesmo espigão da fazenda "Ribeirão Claro", seguem a esquerda pelo referido até encontrarem as divisas das terras de Dona Maria Balbina Espigão e logo pelo da fazenda "Felicidade", com o rio Preto e Jesus Villanova Vidal; seguem a esquerda por esta divisa em rumo sul 41º 20' este até o rio Preto, e por este acima até o córrego "Alegria" ou "São João", seguem por este abaixo até o córrego "Boa Esperança" e finalmente por este acima até ao ponto onde tiveram início.
Em 30 de outubro de 1934, Dom Lafayette Libânio, bispo de São José do Rio Preto, anunciou a criação de uma nova paróquia, chamada Santa Apolônia de Engenheiro Schmitt.
Ao ser elaborada a nova divisão administrativa do Estado de São Paulo, Engenheiro Schmitt foi incluído como um dos distritos de São José do Rio Preto, juntamente com Borboleta (Bady Bassitt), Ipiguá, Itapirema, Nova Aliança e Ribeirão Claro (Guapiaçu).
Em 1952, os maestros José Ravazzi e Manoel de Oliveira, o Manequinho, fundam a Corporação Musical de Engenheiro Schmitt, mais conhecida como Furiosa.

### Toponímia
O nome do distrito é uma homenagem a Karl Ebenhardt Jacob Schmitt, em algumas citações Carlos Everardo Jacó Schmitt, ou simplesmente Carlos, como era chamado, que foi o responsável pela implantação dos trilhos da Estrada de Ferro Araraquarense entre 1907 e 1912.
Um engenheiro alemão nascido em 1854, formado pela Escola Politécnica de Estugarda, que chegou ao Rio de Janeiro em 1879, seguindo para Rio Claro, onde se casou. Trabalhou em diversas ferrovias no Estado de São Paulo e era chamado em Araraquara de "Alemão da Mulas", pois percorria o estado montado numa mula.
Um ano depois da construção da última estação antes do trem alcançar São José do Rio Preto, em 9 de agosto de 1913, faleceu em Rio Claro, com apenas 59 anos.

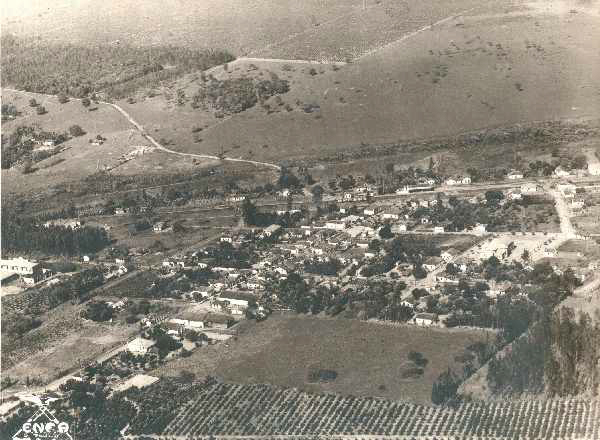
Vista aérea (1939).

### Formação administrativa
- Distrito policial de Engenheiro Schmidt criado em 22/04/1925 no município de Rio Preto.[11]
- Distrito criado pela Lei nº 2.214 de 28/11/1927, com sede na povoação de Engenheiro Schmidt.[12][7]

### Pedidos de emancipação
Em 1963, houve o único plebiscito a respeito da sua emancipação. Engenheiro Schmitt permaneceu rio-pretense por apenas dois votos de diferença. O distrito também tentou emancipar-se e ser transformado em município na década de 90, mas sem êxito novamente.

## Geografia

### Demografia

#### População urbana
| Crescimento população urbana | Crescimento população urbana | Crescimento população urbana | Crescimento população urbana |
| Censo                        | Pop.                         |                              | %±                           |
| ---------------------------- | ---------------------------- | ---------------------------- | ---------------------------- |
| 1934                         | 601                          |                              |                              |
| 1940                         | 594                          |                              | −1,2%                        |
| 1950                         | 576                          |                              | −3,0%                        |
| 1960                         | 800                          |                              | 38,9%                        |
| 1970                         | 857                          |                              | 7,1%                         |
| 1980                         | 6 280                        |                              | 632,8%                       |
| 1991                         | 9 561                        |                              | 52,2%                        |
| 2000                         | 9 438                        |                              | −1,3%                        |
| 2010                         | 10 244                       |                              | 8,5%                         |
| 2022                         | 31 118                       |                              | 203,8%                       |
| Fonte: IBGE e Fundação SEADE |                              |                              |                              |

#### População total
Pelo Censo 2022 (IBGE) a população total do distrito era de 31 537 habitantes.
Dados do Censo 2010 (IBGE):
População total: 18.153
- Urbana: 10.244
- Rural: 7.909
- Homens: 9.045
- Mulheres: 9.108

Densidade demográfica (hab./km²): 225,9

### Área territorial
A área territorial do distrito é de 90,355 km² (IBGE 2022).

### Bairros
O distrito é formado pelos seguintes bairros:
- Engenheiro Schmitt (sede)
- Condomínio Alferville (Estância Santa Maria)
- Condomínio Vila Velha
- Córrego do Cedro
- Córrego da Lagoa
- Córrego da Mata
- Estância Bela Vista I
- Estância Bela Vista II
- Estância da Luz
- Estância dos Manacás
- Estância Éden Leste
- Estância José Bernardino de Souza
- Estância Nossa Senhora de Fátima
- Estância Nova Veneza
- Estância Pazzotti
- Estância Primavera
- Estância Santa Catarina
- Estância Santa Luzia
- Estância São Francisco
- Estância São João
- Ideal Life Ecolazer Residence
- Jardim Veneza
- Jardim Schmitt
- Maza Residencial
- Parque das Amoras I
- Parque das Amoras II
- Residencial Ana Cláudia
- São Judas Tadeu (Vila Ramos)

### Rodovias
Engenheiro Schmitt está totalmente integrado a São José do Rio Preto pela Rodovia Washington Luís e pela Estrada Vicinal João Parise. Localiza-se a noroeste da capital do Estado distando desta cerca de 444 km.

### Ferrovias

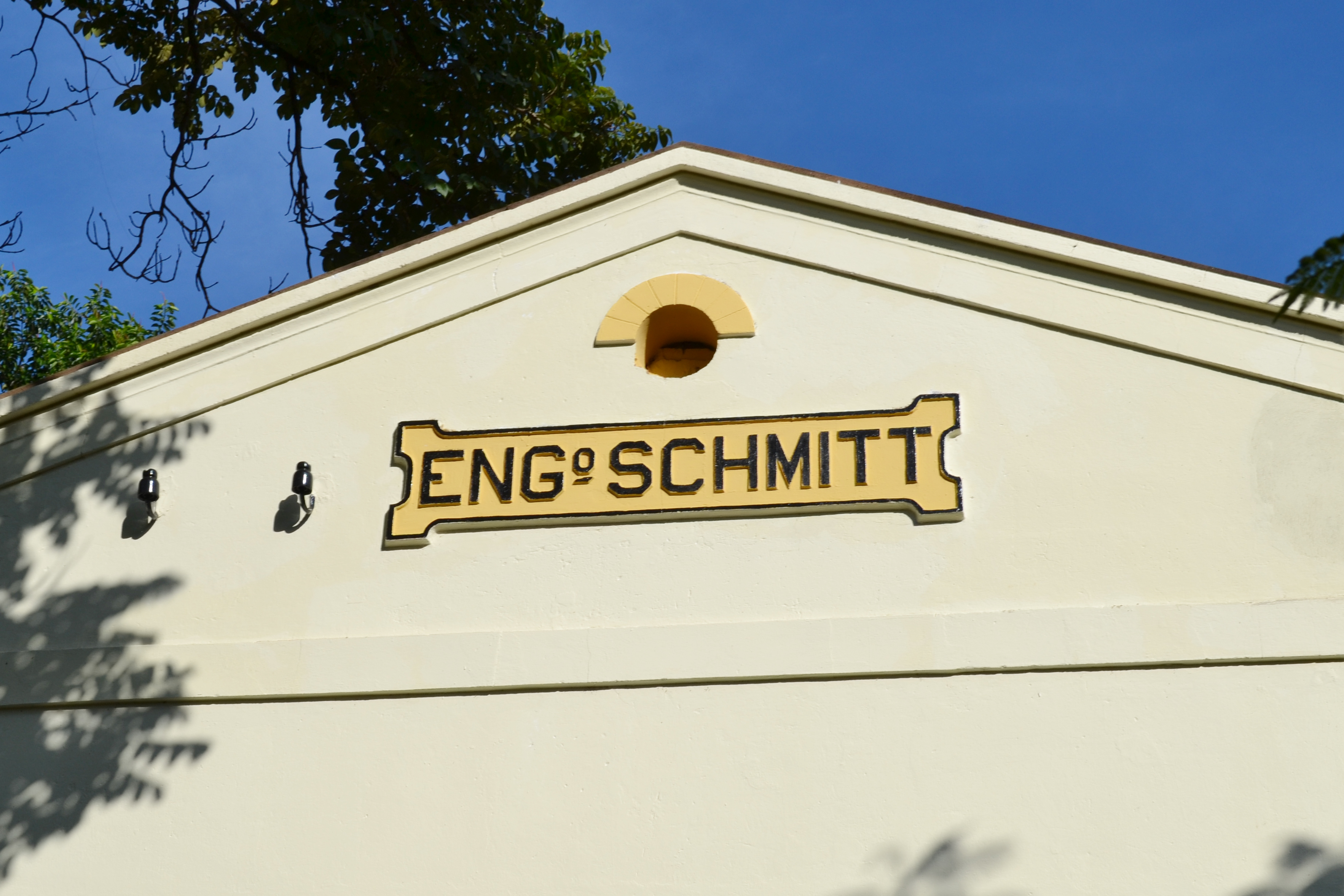
Identificação da Estação de Engenheiro Schmitt.

A estação ferroviária de Engenheiro Schmitt foi construída nas terras da Fazenda Rio Preto, pouco depois da chegada, em 1912, dos trilhos da Estrada de Ferro Araraquara. Já com problemas financeiros, a linha-tronco chegou ao município. A obra visava atender os moradores das propriedades rurais.
A estação foi chamada de Engenheiro Schmitt em homenagem ao alemão Karl Ebenhardt Jacob Schmitt, que traçou o desenho da estrada de ferro entre Taquaritinga e São José do Rio Preto. As primeiras moradias que deram origem ao povoado surgiram ao redor da paragem.
Somente em 1933, depois de ter sido estatizada em 1919, a linha foi prolongada até Mirassol, e em 1941 começou a avançar mais rapidamente, chegando a Presidente Vargas em 1952, seu ponto final à beira do rio Paraná.
Em 1955, completou-se a ampliação da bitola do tronco para 1,60m, totalmente pronta no início dos anos 60. Em 1971 a Estrada de Ferro Araraquara foi englobada pela Fepasa. Até 1986 a Estação de Engenheiro Schmitt serviu como parada de passageiros e cargas, quando foi desativada e a Fepasa recomenda a demolição do seu prédio de embarque.
Em dezembro de 2002, um trem de passageiros funcionou até Engenheiro Schmitt para levar visitantes a uma exposição de arte no distrito. Em 2008 isso se repetiu, mas com uma litorina. No mesmo ano a estação ferroviária tornou-se patrimônio histórico municipal.
O prédio pertence à união, mas foi concedido à América Latina Logística desde a concessão da ferrovia até 2009, quando um acordo entre a prefeitura de São José do Rio Preto e a concessionária deixou o patrimônio sob-responsabilidade do município, por causa do projeto de VLT que deve incentivar o turismo na região noroeste paulista com um percurso entre São José do Rio Preto e o distrito. A proposta é criar espaços que também serão utilizados nos dias em que o trem não estiver funcionando, com feira de artesanato, museu e restaurante. O centro comunitário terá aproximadamente 300 m² e será um espaço para eventos e shows.

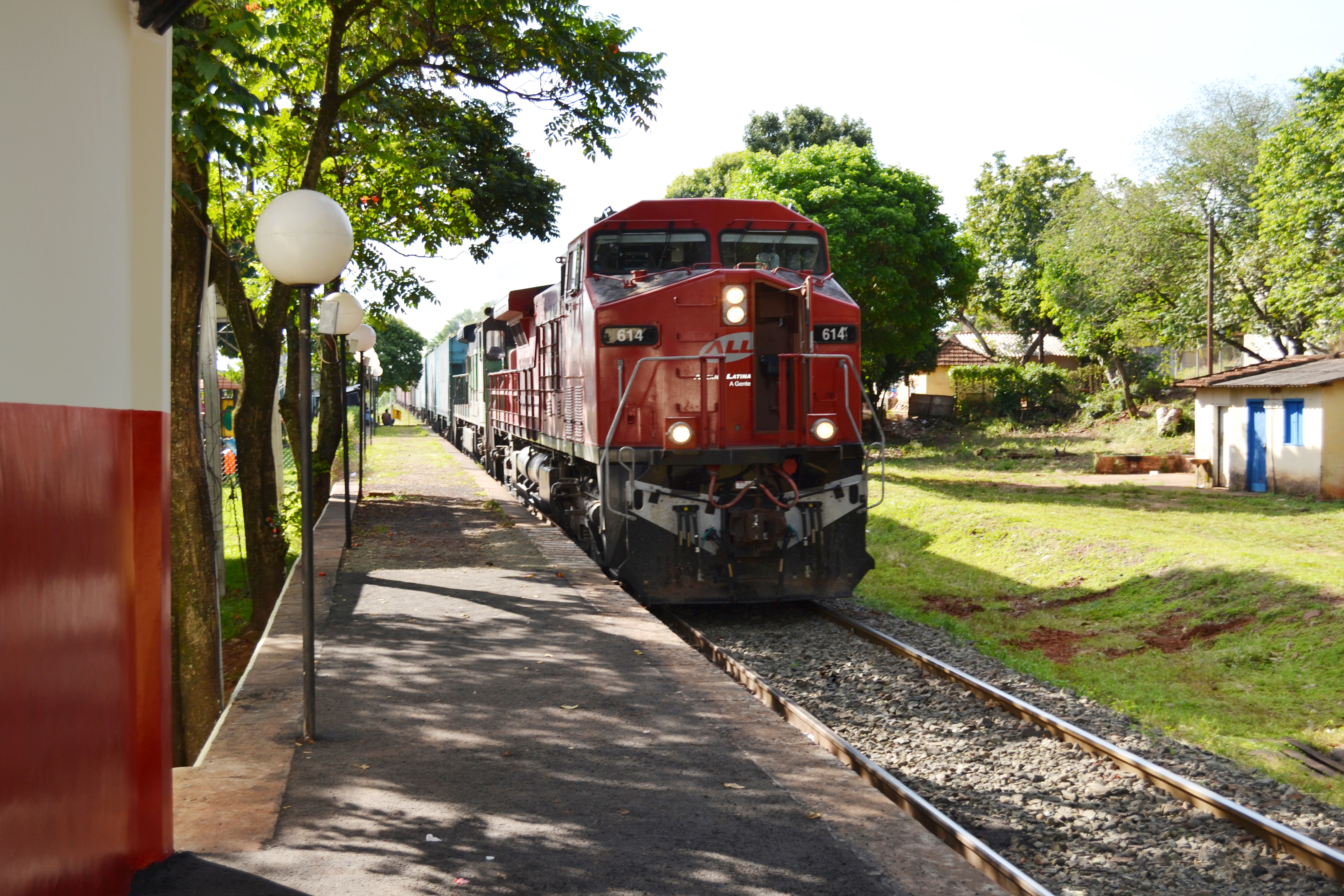
Trem de carga chegando na Estação de Engenheiro Schmitt.

No dia 4 de maio de 2014 começa a operar para o público, por meio da SEMDEC – Secretaria de Desenvolvimento Econômico e de Negócios de Turismo, o Trem Caipira. Trajeto turístico de 10 km entre a estação central de São José do Rio Preto até a Estação de Engenheiro Schmitt.
Para colocá-lo "no trilho", o Ministério do Turismo investiu R$ 731 mil na compra da locomotiva, em parceria com a prefeitura de São José do Rio Preto. O percurso de 10 km leva cerca de trinta minutos para ser percorrido.
A travessia é feita apenas um domingo por mês, e permanece no distrito por cerca duas horas. Nos dias de passeio, os passageiros são recebidos na Estação de Engenheiro Schmitt com uma exposição de produtos de artesãos locais. As reservas devem ser feitas no website da prefeitura.
O trem é um VLT composto por um veículo motriz com capacidade para 28 passageiros sentados mais um cadeirante e o reboque com capacidade máxima para 30 passageiros sentados. No total são 58 lugares. A viagem é executada por dois maquinistas treinados pela América Latina Logística, dois monitores ou chefes de trens, que contarão com o apoio de um socorrista, de agentes da guarda municipal nas estações e em todas as passagens de nível, além de funcionários da ALL que dão respaldo técnico e logístico ao projeto.

### Hidrografia
- Rio Preto

## Serviços públicos

### Administração
- Subprefeitura do Distrito de Engenheiro Schmitt

| Nº | Subprefeito           | Início do mandato | Fim do mandato |
| -- | --------------------- | ----------------- | -------------- |
| 1  | Fernando Semedo       | 1945              | 1948           |
| 2  | Ernesto Tirelli       | 1948              | 1952           |
| 3  | Raul de Oliveira      | 1953              | 1956           |
| 4  | Paulino Rovina        | 1957              | 1960           |
| 5  | José Doreto           | 1961              | 1964           |
| 6  | Vicente Polachini     | 1965              | 1968           |
| 7  | Neamen Raduan         | 1969              | 1972           |
| 8  | Evaristo de Oliveira  | 1973              | 1980           |
| 9  | Deolindo Bortoluzzo   | 1981              | 1996           |
| 10 | Evaristo de Oliveira  | 1997              | 2000           |
| 11 | Gilberto Martins Lira | 2001              | 2008           |
| 12 | Gelson Rasteli Junior | 2009              | 2012           |
| 13 | Gilberto Martins Lira | 2013              | 2016           |
| 14 | Devair Oliveira       | 2017              | 2020           |

### Registro civil
Atualmente é feito no próprio distrito, pois o Cartório de Registro Civil das Pessoas Naturais ainda continua ativo. Os primeiros registros dos eventos vitais realizados neste cartório são:
- Nascimento: 15/03/1928
- Casamento: 21/04/1928
- Óbito: 16/03/1928

### Saneamento
O serviço de abastecimento de água é feito pelo Serviço Municipal Autônomo de Água e Esgoto (SEMAE).

### Energia
A responsável pelo abastecimento de energia elétrica é a CPFL Paulista, distribuidora do grupo CPFL Energia.

### Telecomunicações
O distrito era atendido pela Cia. Telefônica Rio Preto, empresa administrada pela Companhia Telefônica Brasileira (CTB), até que em 1973 passou a ser atendido pela Telecomunicações de São Paulo (TELESP), que inaugurou a central telefônica utilizada até os dias atuais. Em 1998 esta empresa foi vendida para a Telefônica, que em 2012 adotou a marca Vivo para suas operações.

## Atividades econômicas

### Doces artesanais
Destacam-se as fábricas de doces artesanais reconhecidos nacionalmente. Juntas, as três fábricas do local deram a Engenheiro Schmitt o apelido de capital do doce artesanal.
Fundada em 1972, a mais antiga é a Noêmia. Em 1974 foi fundada a Doceria Schmidt, e posteriormente a Silvana. Apesar do avanço tecnológico, tudo é necessariamente artesanal, sem conservante, feitas pequenas porções em tachos, do mesmo tamanho do início.
Dona Noêmia Signorini Foresto, vinda em 1967 de Ribeirão Preto com o marido, gostava de aproveitar as frutas do quintal para fazer doces. Certa vez, fez os doces para uma festa da igreja. As pessoas gostaram tanto que a qualidade das iguarias logo se espalhou pela região, e hoje eles são vendidos para diversos estados brasileiros e até para a Europa. São mais de 60 tipos de doces em calda, em barra, em compotas, pingados, cristalizados, geleias e polpas. Pela manhã sente-se o cheiro de doces e frutas no ar.

### Silos
No distrito encontra-se o maior silo da CEAGESP no noroeste paulista, construído na década de 1980. Durante as safras passam pelo local mais de 20 mil toneladas de milho e 40 mil toneladas de açúcar. O armazém, chamado de Unidade II de São José do Rio Preto, há um desvio ferroviário ativo (bitola larga), que permite transbordo de produtos destinados à exportação pelo Porto de Santos.

## Cultura e turismo

### Eventos
Acontece anualmente, no dia 31 de dezembro, a Corrida de São Silvestre de Engenheiro Schmitt, com um percurso de quatro mil metros e é realizada pela subprefeitura em parceria com comerciantes e empresários. O evento foi criado por um comerciante local e há categorias para residentes e não residentes do distrito.
Também há a tradicional Feirart’es, realizada na praça matriz de Santa Apolônia. Cerca de 100 participantes da SCHAMA, Associação dos Artistas e Artesãos de Engenheiro Schmitt, compõem a feira, onde são comercializados todos os tipos de artesanatos. O evento acontece no segundo domingo de cada mês.

### Pontos de interesse
- Antigo Seminário dos Padres Agostinianos: construído em 1947, origem do Colégio Agostiniano São José, de São José do Rio Preto, e atual Lar de Idosos de Engenheiro Schmitt.
- Antigo cinema: inaugurado em 1945, durante a Segunda Guerra Mundial, e funcionou até 1970 (ainda fechado para visitação interna).
- Conjunto de barracões e casas construídos com sistemas rudimentares no início do século XX, próximos à estação ferroviária.
- Estação ferroviária: inaugurada em 1912, é patrimônio histórico municipal[23] e do IPHAN, Instituto do Patrimônio Artístico e Histórico Nacional.
- Fábricas de doce: Engenheiro Schmitt é conhecido como a terra dos doces.[38] Há três fábricas no distrito abertas à visitação.
- Fazendas e sítios no distrito, com construções datadas do século XIX.
- Igreja de Santa Apolônia: a única igreja dedicada à santa na América Latina.
- Trem Caipira: trajeto turístico de 10 km entre a estação central de São José do Rio Preto até a Estação de Engenheiro Schmitt. Nos dias de passeio, os passageiros são recebidos na estação do distrito com uma exposição de produtos de artesãos locais.

## Esportes

### Futebol
Engenheiro Schmitt conta com uma equipe de futebol. Fundada no início da década de 1920, como Corinthians Football Club de Engenheiro Schmitt, em algumas publicações Esporte Clube Corinthians de Engenheiro Schmitt, perdurou até o início de 1970. Teve como jogador Rui Gomide de Oliveira e torcedores como o radialista Hitler Fett, que foi massagista do time, e seu irmão, Idenir, jogador e relações públicas.
O time foi refundado em 23 de maio de 1979, quando passou a se chamar Engenheiro Schmidt Futebol Clube e teve como jogador o ex-árbitro e futebolista Oscar Roberto Godói.
O distrito possui um estádio de futebol, localizado na Rua Doutor Coutinho Cavalcante, uma piscina semiolímpica e outra infantil, inauguradas em 8 de novembro de 1976.

## Religião

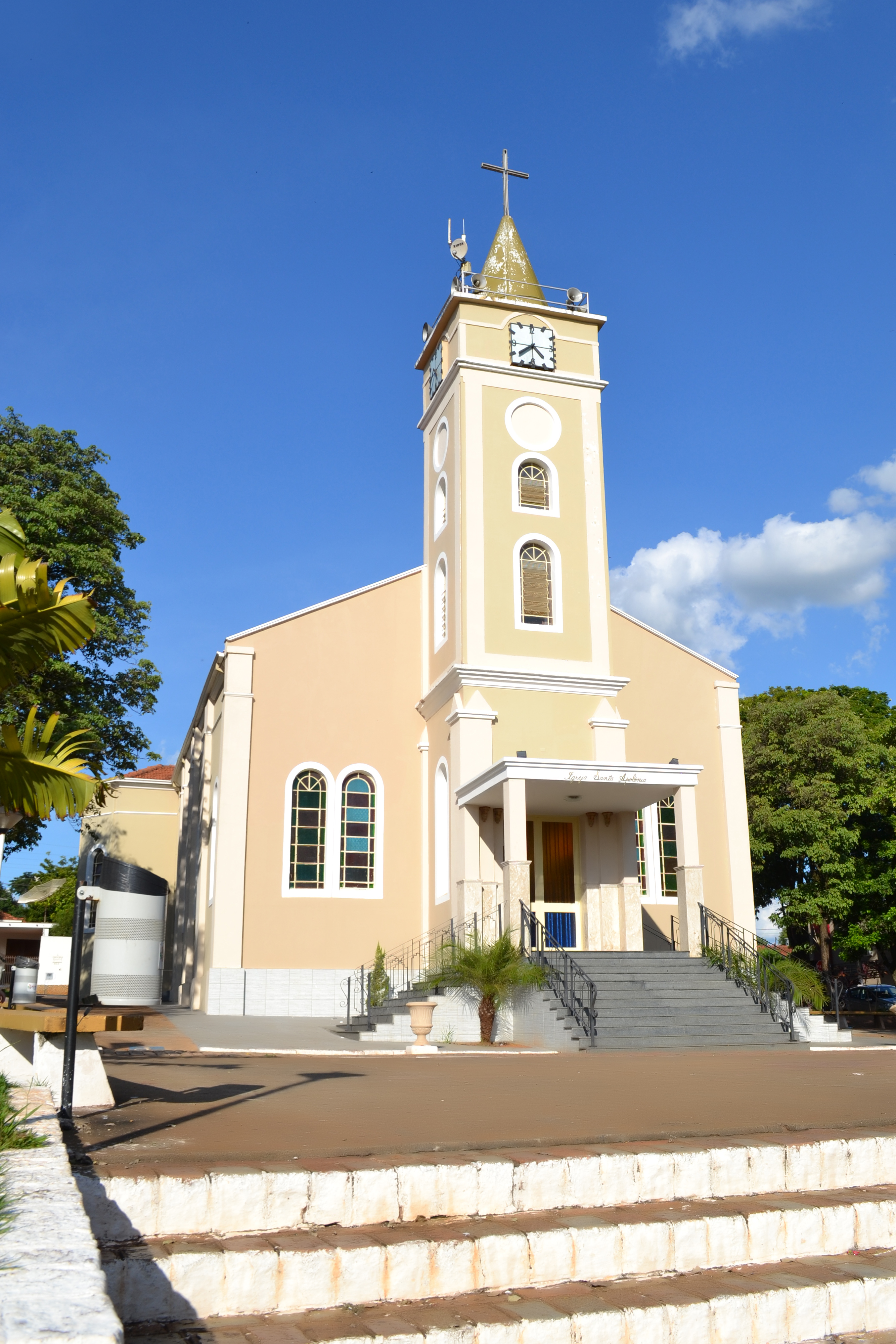
Paróquia Santa Apolônia.

O Cristianismo se faz presente no distrito da seguinte forma:

### Igreja Católica
O distrito é conhecido como um roteiro de fé, pois nele está localizada a única igreja de Santa Apolônia da América Latina, a santa considerada a padroeira dos cirurgiões-dentistas, da odontologia e protetora dos males da face. Nela ocorrem festejos religiosos com festas juninas que recebem 1.500 pessoas em um só dia.
Além disso, a "Caminhada do Padre Mariano", um percurso de 8 quilômetros que repete o trajeto feito por Padre Mariano de La Mata, beatificado pelo Vaticano em 2006, entre a Igreja Santa Apolônia até a Igreja São Luiz Gonzaga, em Cedral. O percurso foi feito de 1934 a 1970 pelos agostinianos para celebrar missas e ministrar sacramentos na paróquia de Cedral, de responsabilidade da Ordem de Santo Agostinho. Padre Mariano percorreu o percurso a pé durante os 11 anos que morou no distrito, de 1949 a 1960.

#### Seminário dos Padres Agostinianos
Quando chegaram a Engenheiro Schmitt, os padres agostinianos se deslumbraram com a beleza da região. A tranquilidade do local, a simplicidade da população, as belezas naturais e, particularmente, o céu extremamente azul. Como descreve Pedro Nava em O Círio Perfeito: "Olha este céu... A abóbada de turquesa chameia e faísca".
Para o lançamento da pedra fundamental da Escola Apostólica, em 20 de janeiro de 1935, foi convidado Dom Lafayette Libanio e estiveram presentes além do padre Jacinto, então superior geral da ordem, padre Clemente Fuhl, o senhor Teotônio Monteiro de Barros, mais tarde secretário da educação do Estado de São Paulo, doutor Coutinho Cavalcanti e altas autoridades civis e eclesiásticas de Engenheiro Schmitt, São José do Rio Preto e cidades da região. Terminou-se o ato com missa campal celebrada por Dom Lafayette Libanio.

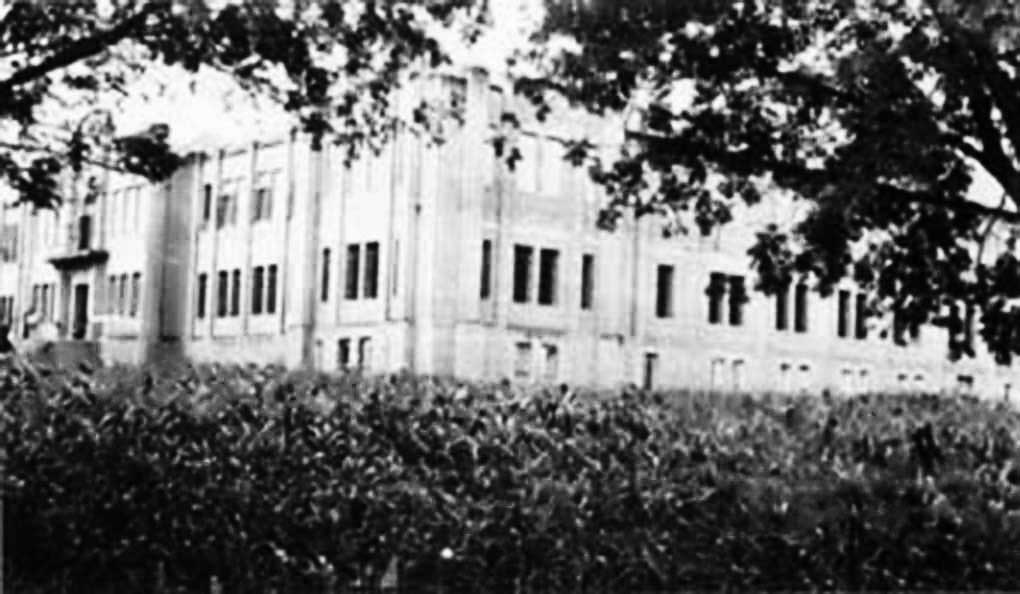
Seminário dos Padres Agostinianos em Engenheiro Schmitt.

Iniciaram-se as obras, mas logo sofreram uma paralisação, sendo uma das causas, e talvez a principal, a morte de padre Jacinto Martinez, em 1936 durante a Guerra Civil na Espanha.
Em 1945, reiniciaram as obras, sendo superior nesta ocasião o padre Mariano de la Mata, espírito jovem e dinâmico e que conseguiu habilitar diversas salas para que pudesse funcionar um internato.
A Vice-Província do Santíssimo Nome de Jesus do Brasil gastava somas consideráveis e era preciso recursos, para atender a tantas necessidades. Foi necessária a modificação nos fins para que fosse construída a instituição, pois de outro modo seria quase impossível continuar com as obras.
Inaugurado em 28 de agosto de 1947, o prédio receberia somente seminaristas, porém, como as vocações eram escassas, a pedido de Coutinho Cavalcanti, médico e deputado federal radicado em Engenheiro Schmitt, amigo do padre Vito Fernandez, implantou-se o ensino primário.
Em 1949, além da Escola Apostólica, o local passa a abrigar o Ginásio São José, com cerca de 200 alunos. Uma vez inaugurada, a escola funcionou como internato, semi-internato e externato, oferecendo primário (da 1ª a 4ª séries), admissão e 1º ano ginasial, sob a direção do padre Miguel Lanero e inspetoria do médico Oscar Dória.

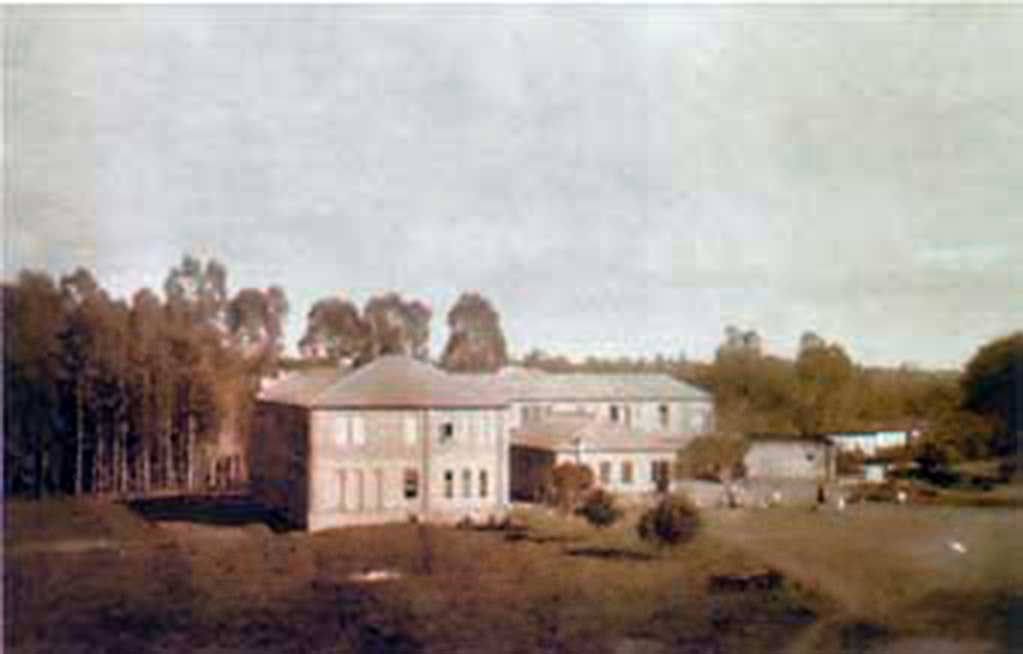
O Ginásio São José em 1947.

Nesta época eram poucas as escolas de ensino médio no município. A criação do Ginásio São José no distrito, com sistema de internato, possibilitava os estudos a muitos jovens da região. Ele se tornou, sem dúvida, um centro de irradiação cultural. No mesmo ano, Dom Lafayette Libanio envia uma carta ao padre Benjamim Malho manifestando gratidão pelos trabalhos desenvolvidos pelos agostinianos:
"Foram dezenas de anos, todos impregnados de preciosos benefícios abundantemente semeados sobre milhares de almas confiadas aos padres agostinianos, em todos os recantos da diocese". Relembra "os espinhos e as vitórias que gradativamente, apareciam: aqueles, cada vez mais meritórios e estas sempre mais abençoadas, até o ápice do glorioso selo de um martírio, com a obra iniciada pelo saudoso padre Jacinto, em nossa cara Diocese - A Escola Apostólica localizada em Engenheiro Schmitt". Continua: "esta pujante iniciativa, construída numa colina de Schmitt, ali está agora (1949) como fruto da clarividência do Padre Mariano a beneficiar, também centenas e centenas de nossas famílias católicas: o Ginásio São José".
O ginásio funcionou até o ano de 1961, quando seus alunos foram transferidos para o recém-inaugurado Colégio Agostiniano São José, em São José do Rio Preto. Desde então passou a atender somente seminaristas até 1974, quando foi desativado e seus cursos e alunos transferidos para o Seminário Santo Agostinho na cidade de Bragança Paulista.

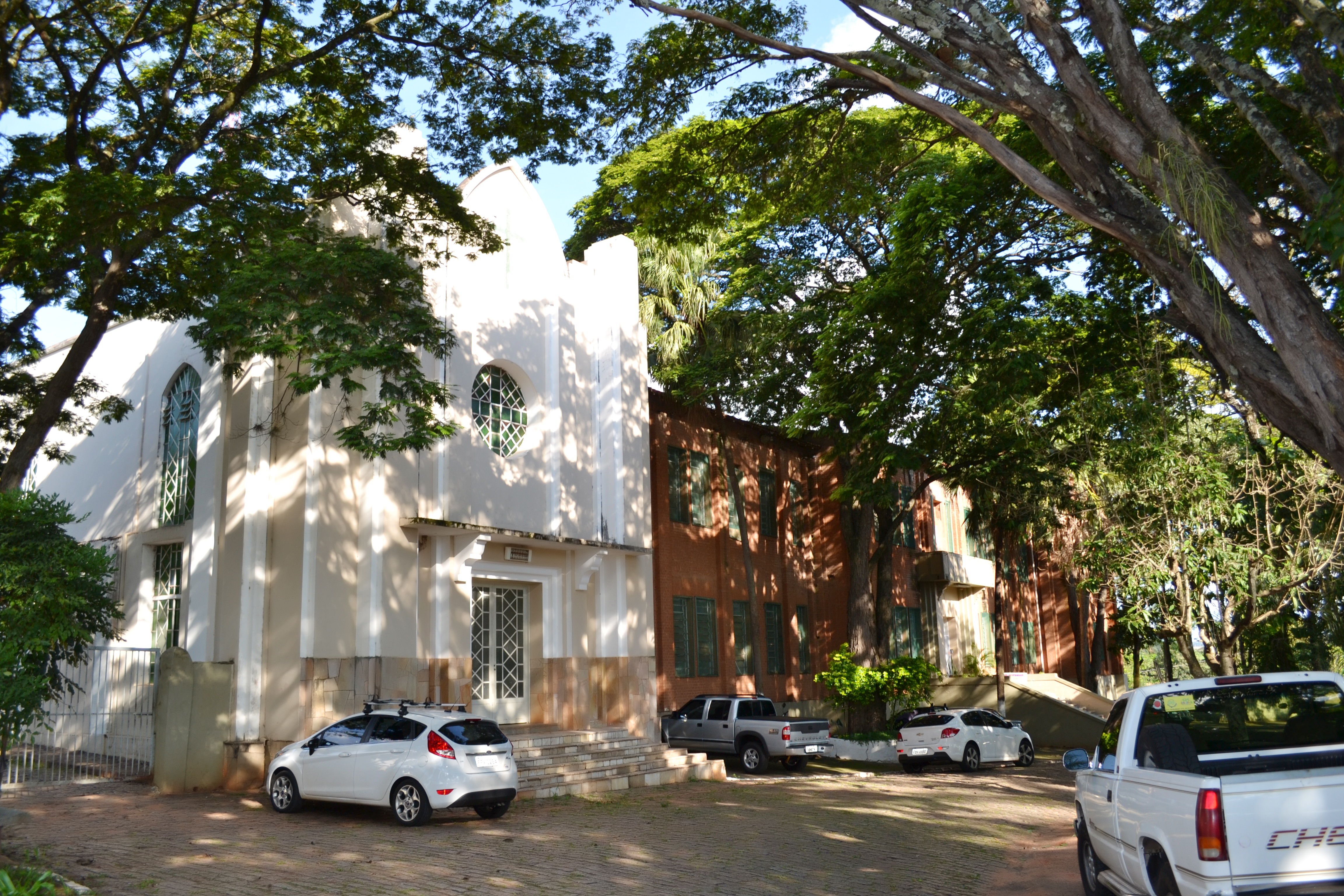
Antigo Seminário dos Padres Agostinianos e atual Asilo Geriátrico Deolindo Bortoluzzo.

Em 1976, foram iniciadas atividades de assistência social no local com atendimento a mulheres. O prédio foi adquirido pela prefeitura em 1990 com objetivo de transformá-lo em asilo geriátrico. O prédio e o asilo foram repassados para a administração da Associação e Oficina de Caridade Santa Rita de Cássia. O então prefeito Manoel Antunes deu ao lugar o nome de Deolindo Bortoluzzo, antigo morador do distrito. Hoje, o "Asilo Geriátrico Deolindo Bortoluzzo" abriga cerca de 130 idosos.
O prédio, com um terreno de 12.636,34 m², é patrimônio histórico do COMDEPHACT - Conselho Municipal de Defesa do Patrimônio Histórico, Artístico, Cultural e Turístico, e está em terceiro lugar na lista dos mais valiosos do município. Segundo a relação divulgada pela prefeitura, o valor do imóvel foi estimado em R$ 12,6 milhões.

### Igrejas Evangélicas
- Assembleia de Deus - O distrito possui uma congregação da Assembleia de Deus Ministério do Belém, vinculada ao Campo de Marília. Por essa igreja, através de um início simples, mas sob a benção de Deus, a mensagem pentecostal chegou ao Brasil. Esta mensagem originada nos céus alcançou milhares de pessoas em todo o país, fazendo da Assembleia de Deus a maior igreja evangélica do Brasil[61][62].
- Congregação Cristã no Brasil[63].

## Curiosidades
- No romance O Sampauleiro, de João Gumes, um alemão chamado Schmidt aparece na pele de um rico fazendeiro de café que costumava empregar baianos. Tudo indica que o personagem seja inspirado na figura do engenheiro Karl Ebenhardt Jacob Schmitt.[64]
- O nome do distrito é frequentemente grafado com "dt" no final, em vez dos dois "t". O motivo do erro teria sido uma portaria assinada em 14 de abril de 1914 pelo prefeito em exercício José Nogueira de Noronha. No documento, ele nomeava Eleutério José Rodrigues para o cargo de "fiscal da estação de Engenheiro Schmidt".[65] A grafia é diferente, mas a pronúncia em alemão é a mesma. A raiz da palavra "Schmidt", segundo o Dicionário Onomástico Etimológico da Língua Portuguesa, de José Pedro Machado, significa "ferreiro". De certa forma, o sobrenome equivale-se ao "Ferreira" na língua portuguesa. Apesar do nome Schmitt estar corretamente grafado na estação, diversos documentos oficiais e placa de trânsito ainda usam a grafia errada. Em 1998, o vereador Alcides Zanirato aprovou na Câmara de São José do Rio Preto a lei nº 7.132/1998 obrigando que toda a documentação municipal tenha o nome do engenheiro escrito corretamente: Schmitt.[10]